# ジクチオプテレン
ジクチオプテレン(Dictyopterene)は、淡水環境に天然に存在する化合物のグループである。数種の褐藻で見られる性誘因フェロモンである。ジクチオプテレンAの化学構造は、trans-1-(trans-1-ヘキシル)-2-ビニルシクロプロパン、ジクチオプテレンC'の化学構造は、6-ブチルシクロヘプタ-1,4-ジエンである。ジクチオプテレンAは、ヤハズグサ属(Dictyopteris)由来の精油から抽出できる。

## 化学構造

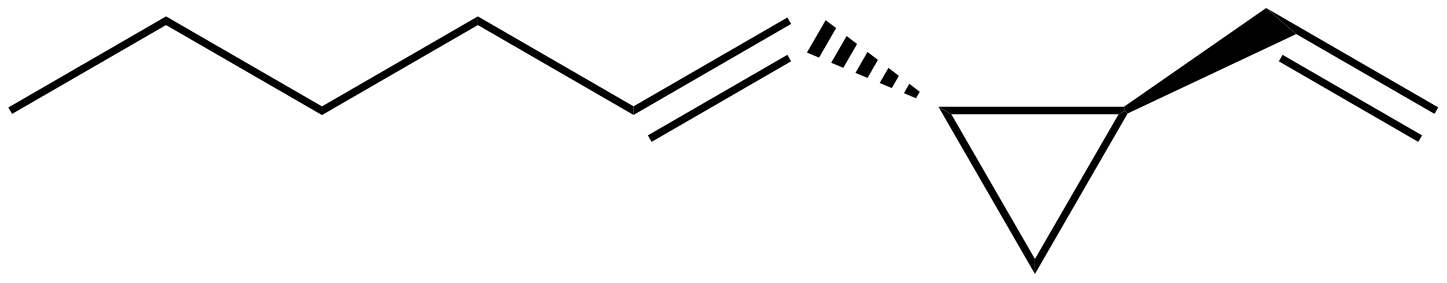
ジクチオプテレンA
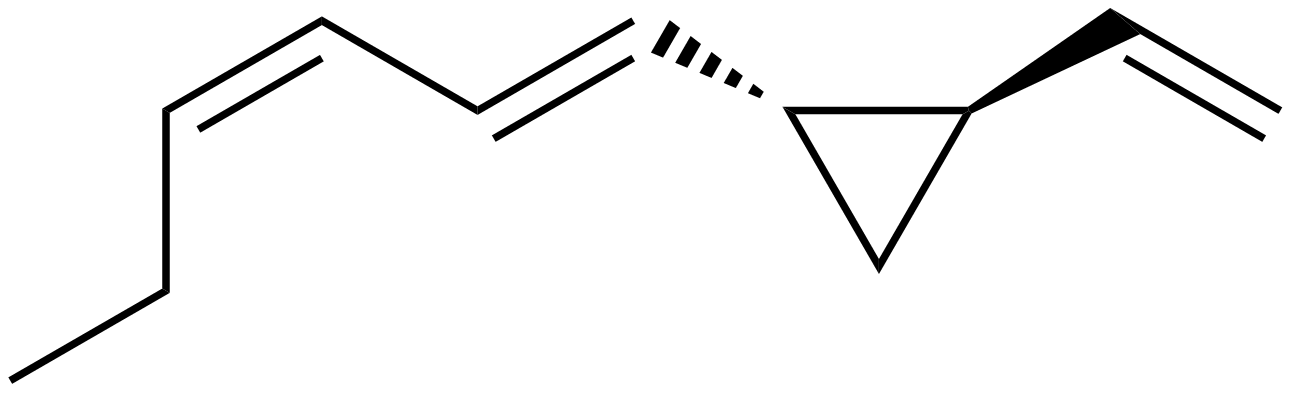
ジクチオプテレンB
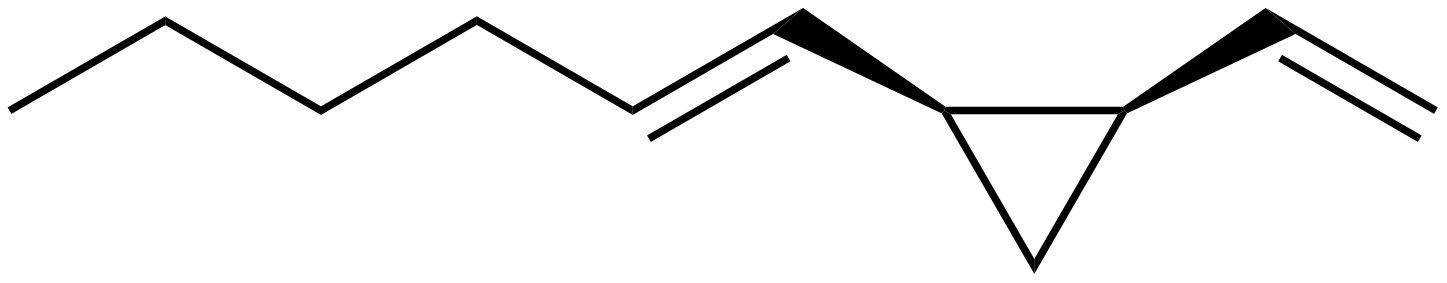
ジクチオプテレンC
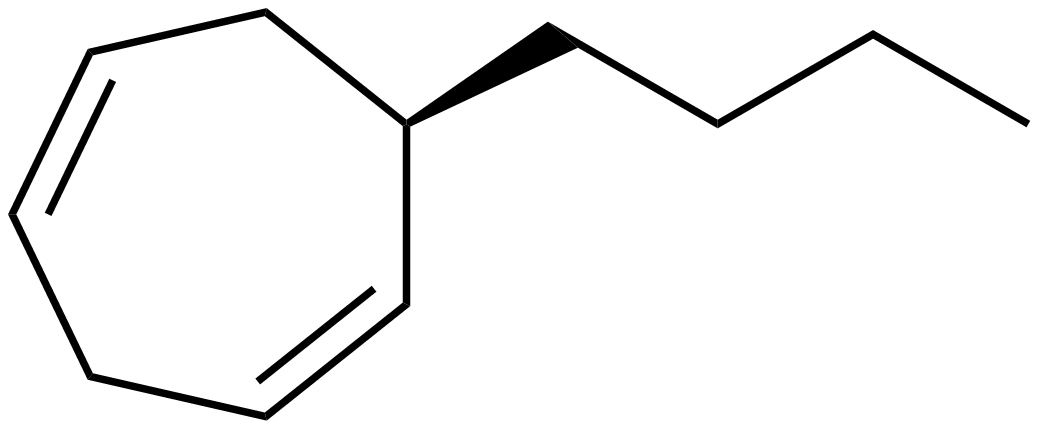
ジクチオプテレンC'
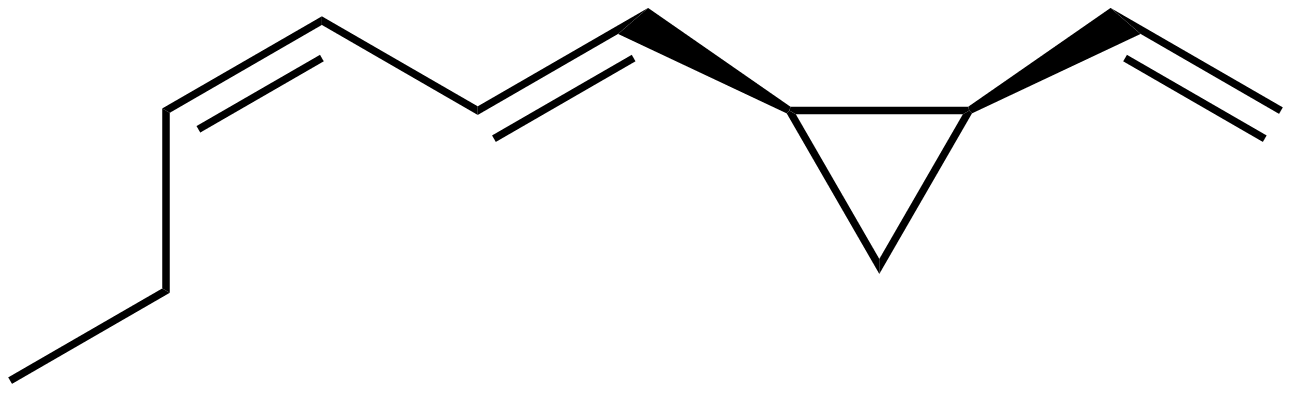
ジクチオプテレンD (エクトカルペン前駆体)